# Белокуриха
Белокуриха (на руски: Белокуриха) е град в Алтайски край, Русия. Населението на града през 2011 година е 14 626 души.

## История
Селището е основано през 1803 година, през 1982 година получава статут на град.

## География
Градът е разположен в югоизточната част на Алтайски край, в долината на река Белокуриха, на около 240-250 метра надморска височина. Намира се на 65 км от град Бийск и на 236 км от град Барнаул.

## Население
| Година | Население |
| ------ | --------- |
| 1959   | 4926      |
| 1970   | 7060      |
| 1979   | 9233      |
| 1989   | 14 435    |
| 2002   | 14 533    |
| 2011   | 14 626    |

Населението на града през 2011 година е 14 626 души.